# Булчински воал (теленовела, 1971)
Булчински воал (на испански: Velo de novia) е мексиканска теленовела, режисирана и продуцирана от Ернесто Алонсо за Телесистема мехикано през 1971 г. Адаптацията, написана от Каридад Браво Адамс, е въз основа на едноименната оригинална история от бразилската писателка Жанет Клер.
В главните роли са Хулиса и Андрес Гарсия.

## Сюжет
Историята започва с уреден брак. Андреа е обещаната булка на Лусиано, но тя го напуска, когато разбира, че той има връзка със сестра ѝ Флор. Отчаяна, тя напуска семейството си и намира истинската любов в лицето на автомобилния състезател Марсело. Флор забременява от Лусиано, но засрамена, дава бебето на сестра си, която сега е омъжена за Марсело. След няколко години Флор също успява да се омъжи. Тя открива, че е станала безплодна, но съпругът ѝ иска дете. Тя решава да вземе детето от сестра си. Тук започва съдебна битка между двете сестри за попечителство над детето. Лусиано се самоубива, но въпросът е заради кого. Това е затрогваща история с изненадващ край.

## Актьори
- Хулиса – Андреа
- Андрес Гарсия – Марсело Монтесинос
- Бланка Санчес – Ирене
- Мария Тереса Ривас – Анхелика вдовица де Монтесинос
- Хулиета Брачо
- Анита Бланч
- Хули Фурлонг
- Дагоберто Родригес
- Мигел Мансано
- Ектор Бония
- Серхио Хименес
- Рафаел Банкелс
- Алисия Монтоя
- Луис Арагон
- Беатрис Шеридан
- Карлос Монден
- Фани Шилер

## Премиера
Премиерата на Булчински воал е през 1971 г. по Canal 4.

## Версии
- Булчински воал (оригинална история), бразилска теленовела от 1969 г., продуцирана от Даниел Фило за Реде Глобо, с участието на Рехина Дуарте и Клаудио Марсо.
- Първа част на Булчински воал, мексиканска теленовела от 2003 г., продуцирана от Хуан Осорио за Телевиса, с участието на Сусана Гонсалес и Едуардо Сантамарина.